# فهرست ایستگاه‌های متروی شیراز

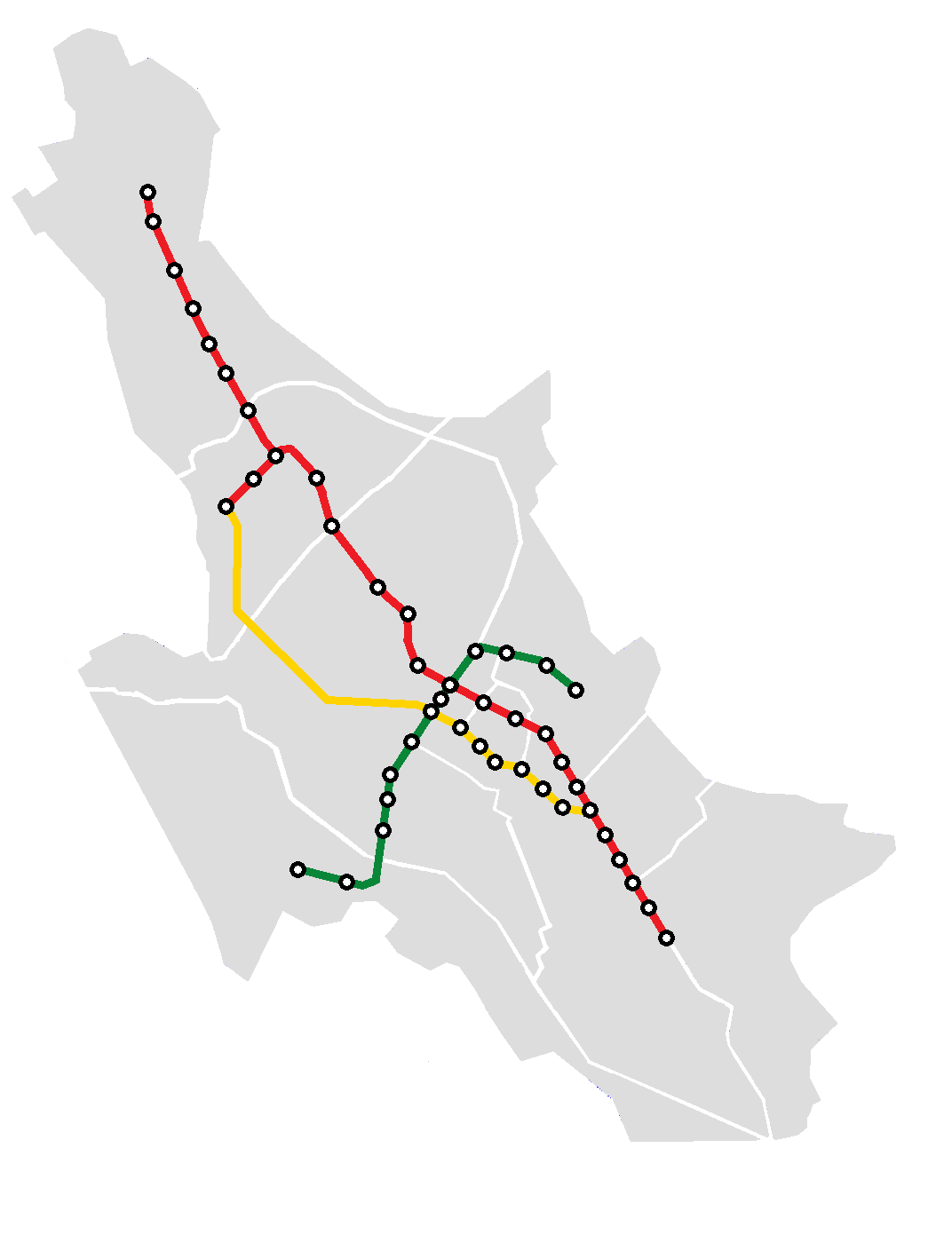
نقشه خطوط فعال و درحال ساخت مترو شیراز

مترو شیراز ۲ خط فعال، ۲ خط در حال ساخت، ۲ خط در حال مطالعه و ۲۶ ایستگاه فعال دارد. شبکه و خطوط مترو شیراز پس از خطوط مترو تهران دومین خطوط بزرگ مترو در کشور را دارا می‌باشد و پس از تکمیل، در افق بلند مدت قرار است سالانه بیش از دویست میلیون سفر را پشتیبانی کند.

## خط یک
خط ۱ مترو شیراز جمعاً ۲۰ ایستگاه دارد که به قرار زیر است:
| شماره | نام           | وضعیت | بازگشایی | تقاطع         |
| ----- | ------------- | ----- | -------- | ------------- |
| ۱     | احسان         | فعال  | ۱۳۹۳     |               |
| ۲     | دکتر شریعتی   | فعال  | ۱۳۹۳     |               |
| ۳     | میرزای شیرازی | فعال  | ۱۳۹۳     |               |
| ۴     | شاهد          | فعال  | ۱۳۹۴     |               |
| ۵     | قصردشت        | فعال  | ۱۳۹۳     |               |
| ۶     | شهید مطهری    | فعال  | ۱۳۹۴     |               |
| ۷     | شهید آوینی    | فعال  | ۱۳۹۵     |               |
| ۸     | نمازی         | فعال  | ۱۳۹۳     |               |
| ۹     | امام حسین     | فعال  | ۱۳۹۷     |               |
| ۱۰    | زندیه         | فعال  | ۱۳۹۶     | آنتنی شاهچراغ |
| ۱۱    | وکیل‌الرعایا   | فعال  | ۱۳۹۹     |               |
| ۱۲    | میدان ولیعصر  | فعال  | ۱۳۹۶     |               |
| ۱۳    | کاوه          | فعال  | ۱۳۹۶     |               |
| ۱۴    | فضیلت         | فعال  | ۱۳۹۶     |               |
| ۱۵    | رازی          | فعال  | ۱۳۹۶     |               |
| ۱۶    | غدیر          | فعال  | ۱۳۹۷     |               |
| ۱۷    | جانبازان      | فعال  | ۱۳۹۶     |               |
| ۱۸    | فرصت شیرازی   | فعال  | ۱۳۹۷     |               |
| ۱۹    | شهید دوران    | فعال  | ۱۳۹۶     |               |
| ۲۰    | شهید دستغیب   | فعال  | ۱۳۹۶     |               |

## خط دو
خط ۲ مترو شیراز جمعاً ۱۳ ایستگاه دارد که به قرار زیر است:
| شماره | نام            | وضعیت       | بازگشایی | تقاطع |
| ----- | -------------- | ----------- | -------- | ----- |
| ۱     | شکوفه          | در دست ساخت | نامعلوم  |       |
| ۲     | قهرمانان       | فعال        | ۱۴۰۱     |       |
| ۳     | شهدای عادل‌آباد | فعال        | ۱۴۰۲     |       |
| ۴     | دولت           | فعال        | ۱۴۰۲     |       |
| ۵     | رحمت           | فعال        | ۱۴۰۲     |       |
| ۶     | بسیج           | فعال        | ۱۴۰۱     |       |
| ۷     | استقلال        | در دست ساخت | نامعلوم  |       |
| ۸     | ۱۵ خرداد       | در دست ساخت | نامعلوم  |       |
| ۹     | امام حسین      | فعال        | ۱۴۰۱     |       |
| ۱۰    | آزادی          | در دست ساخت | نامعلوم  |       |
| ۱۱    | اطلسی          | در دست ساخت | نامعلوم  |       |
| ۱۲    | حافظ           | در دست ساخت | نامعلوم  |       |
| ۱۳    | کلبه سعدی      | در دست ساخت | نامعلوم  |       |
| ۱۴    | سلمان فارسی    | در دست ساخت | نامعلوم  |       |

## خط سه
خط ۳ مترو شیراز جمعاً ۸ ایستگاه دارد که به قرار زیر است:
| شماره | نام           | وضعیت       | شروع به کار | تقاطع |
| ----- | ------------- | ----------- | ----------- | ----- |
| ۱     | میرزای شیرازی | فعال        | ۱۳۹۳        |       |
| ۲     | میلاد         | در دست ساخت |             |       |
| ۳     | صنایع         | در دست ساخت |             |       |
| ۴     | آرین          | در دست ساخت |             |       |
| ۵     | دکتر حسابی    | در دست ساخت |             |       |
| ۶     | آفرینش        | در دست ساخت |             |       |
| ۷     | شهرک گلستان   | در دست ساخت |             |       |
| ۸     | راه‌آهن        | در دست ساخت |             |       |

## خط چهار
خط ۴ مترو شیراز به طول تقریبی ۱۷ کیلومتر دارای ۱۷ ایستگاه است که فاز ۱ آن به طول ۵٫۶ کیلومتر با ۸ ایستگاه در دست ساخت است. یک آنتنی برای اتصال خطوط ۱ و ۴ مترو شیراز در مجاورت حرم احمد بن موسی (شاهچراغ) نیز با ۶ ایستگاه به طول ۲ کیلومتر در دست اجراست.
| شماره | نام           | وضیعت       | بازگشایی | تقاطع         |
| ----- | ------------- | ----------- | -------- | ------------- |
| ۱     | رازی          | در دست ساخت |          |               |
| ۲     | ایثار         | در دست ساخت |          |               |
| ۳     | شهرداری       | در دست ساخت |          |               |
| ۴     | زینبیه        | در دست ساخت |          |               |
| ۵     | آستانه        | در دست ساخت |          |               |
| ۶     | شاهزاده قاسم  | در دست ساخت |          | آنتنی شاهچراغ |
| ۷     | دروازه کازرون | در دست ساخت |          |               |
| ۸     | استقلال       | در دست ساخت |          |               |

| شماره | نام          | وضیعت       | بازگشایی | تقاطع |
| ----- | ------------ | ----------- | -------- | ----- |
| ۱     | زندیه        | در دست ساخت |          |       |
| ۲     | چهارراه مشیر | در دست ساخت |          |       |
| ۳     | سه‌راه نمازی  | در دست ساخت |          |       |
| ۴     | شهید دستغیب  | در دست ساخت |          |       |
| ۵     | شاهچراغ      | در دست ساخت |          |       |
| ۶     | شاهزاده قاسم | در دست ساخت |          |       |

## خط پنج
خط ۵ مترو شیراز در حال مطالعات است. این خط به طول تقریبی ۱۰ کیلومتر است و این خط از بلوار نواب صفوی در شهرک کوشک میدان شروع شده و پس از طی کردن دارالرحمه، رضوان، شیشه‌گری، زینبیه، به میدان ولیعصر و از آن به ترمینال کار اندیش، سلمان فارسی و در نهایت به دلگشا و سعدیه راه پیدا می‌کند.

## خط شش
خط ۶ مترو شیراز یکی از خطوط مترو شیراز است که این خط از تقاطع زرگری شروع شده و پس از طی کردن بزرگراه شهید مطهری و باغ جنت به بزرگراه رحمت راه پیدا کرده و سپس به پل غدیر و بلوار مدرس متصل می‌شود.